# Coenagrion kashmirum
Coenagrion kashmirum är en trollsländeart som beskrevs av Chowdhary och Das 1975. Coenagrion kashmirum ingår i släktet blå flicksländor, och familjen sommarflicksländor. Inga underarter finns listade i Catalogue of Life.